# De Appel

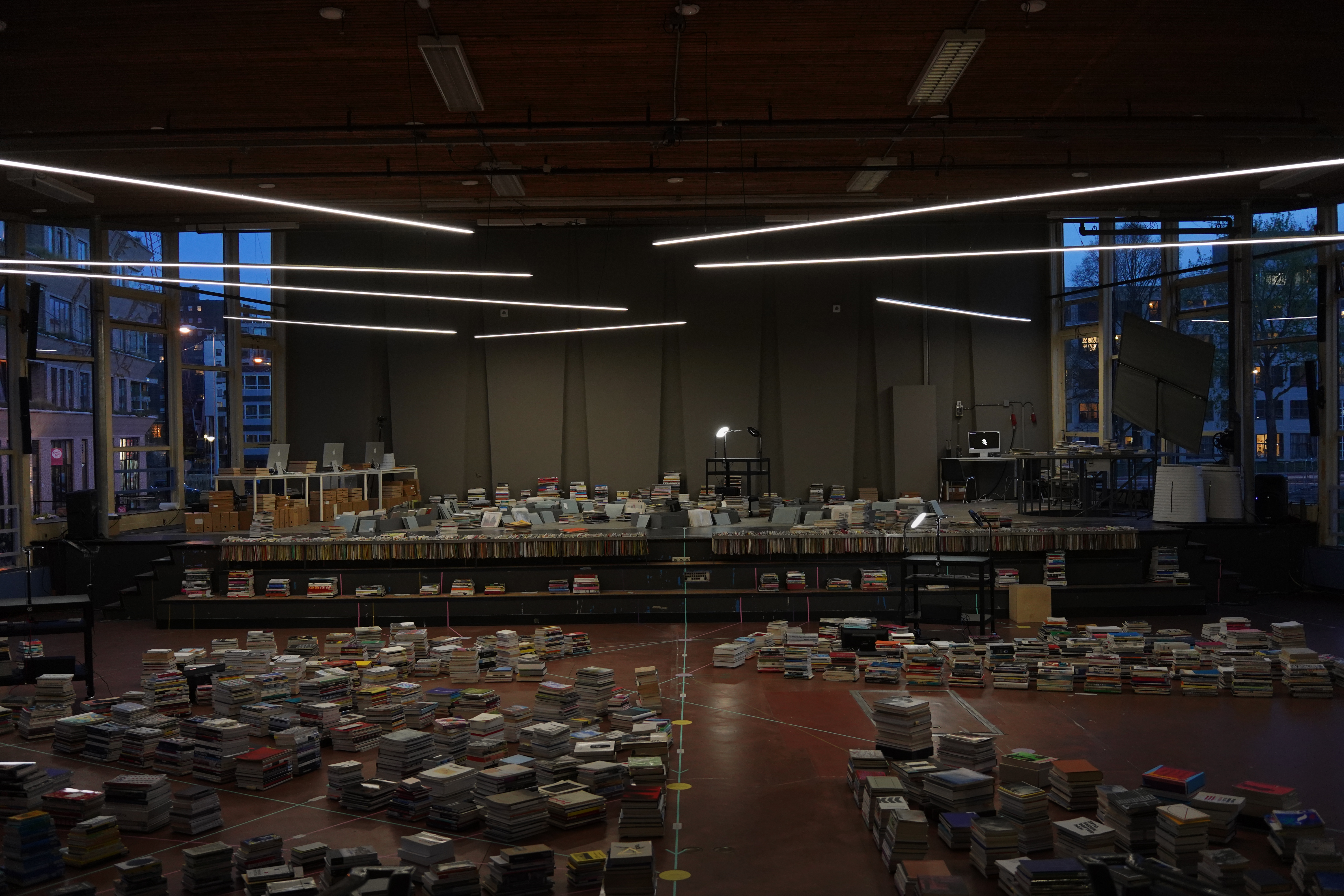
Catching Up in the Archive, 2022

de Appel arts centre è un centro d'arte contemporanea situato ad Amsterdam. Sin dalla sua creazione nel 1975 da Wies Smals, l'obiettivo del de Appel era di avere una funzione di presentazione dedicate alle sperimentali nell'arte. Mostre, pubblicazioni e conferenze sono le principali attività del centro d'arte. Nel 1994, Saskia Bos realizzò un intensivo corso chiamato The Curatorial Programme. Per un periodo di sette mesi un gruppo di sei persone è dedicato alla formazione per diventare un curatore. L'attuale direttore del de Appel arts centre è Lorenzo Benedetti.

## Curatorial Programme
Dal 1994 il de Appel arts center organizza il Curatorial Programme. Un corso per curatori dalla durata di 10 mesi che si conclude con un progetto finale. Vi hanno partecipato oltre 120 curatori tra cui Defne Ayas (direttore del Witte de With, Center for Contemporary Art, Rotterdam), Nikita Yingqian Cai (curatore Guangdong Times Museum, Cina), Annie Fletcher (curatore Van Abbemuseum, Eindhoven), Adam Szymczyk (direttore di Documenta 14 a Kassel) e Tobias Berger (curatore, Museum M+, Hong Kong).